# Amor, boig i estúpid
Amor, boig i estúpid (títol original en anglès, Crazy, Stupid, Love) és una comèdia dramàtica i romàntica de 2011 dirigida per Glenn Ficarra i John Requa, i escrita per Dan Fogelman. La pel·lícula és protagonitzada per Steve Carell, Ryan Gosling, Julianne Moore, Emma Stone, John Carroll Lynch, Marisa Tomei, Analeigh Tipton i Kevin Bacon. La cinta es va estrenar el 29 de juliol de 2011 als Estats Units i el Canadà i va aconseguir molt bones crítiques. Ryan Gosling va aconseguir una nominació als Globus d'Or del 2012 per la seva interpretació. Aquesta pel·lícula ha estat doblada i subtitulada al català.

## Argument[calcitació]
Cal Weaver (Steve Carell) i Emily (Julianne Moore) porten 25 anys casats, però el seu matrimoni arriba al seu final quan ella li confessa que ha tingut relacions sexuals amb David Lindhagen (Kevin Bacon), un company de la feina. Després d'acceptar el divorci i anar-se'n de casa, Cal començar a freqüentar un bar de copes on coneix un metrosexual anomenat Jacob Palmer (Ryan Gosling), qui l'ajudarà a convertir-se en un dandi. Seguint els consells d'en Jacob, en Cal aconsegueix sortir amb nou dones, incloent-hi la professora del seu fill Robbie, Kate (Marisa Tomei). Mentre en Cal es dedica a conquerir dones, en Jacob coneix a la Hanna (Emma Stone), una jove universitària de qui s'enamora perdudament. El que no sap en Jacob, és que la Hanna és filla d'en Cal.

## Repartiment
- Steve Carell: Cal Weaver
- Ryan Gosling: Jacob Palmer
- Julianne Moore: Emily Weaver
- Emma Stone: Hannah "Nana" Weaver
- Analeigh Tipton: Jessica Riley
- Jonah Bobo: Robbie Weaver
- Joey King: Molly Weaver
- Karolina Wydra: Jordyn
- Marisa Tomei: Kate Tafferty
- Julianna Guill: Madison
- John Carroll Lynch: Bernie Riley
- Beth Littleford: Claire Riley
- Kevin Bacon: David Lindhagen
- Liza Lapira: Liz
- Josh Groban: Richard
- Crystal Reed: Amy Johnson

## Producció
Dan Fogelman va començar a escriure'n el guió el 2009 amb la idea de fer una història sobre l'amor entre un grup de gent. Està basat en les seves pròpies experiències i va ser escrit tenint present Steve Carell.:4 Després que Fogelman l'enviés al seu manager, Carell el va llegir i es va apuntar al projecte. El desembre de 2009, Warner Bros. va assegurar-ne els drets per 2,5 milions de dòlars. El gener de 2010 la pel·lícula estava en preproducció. El 16 de març de 2010, Emma Stone estava en negociacions per protagonitzar la pel·lícula. El 7 d'abril de 2010, Analeigh Tipton també estava parlant amb la productora per participar-hi. El 12 d'abril Kevin Bacon es va unir a l'equip. És el primer projecte produït per la productora de Steve Carrell, Carousel Productions.:4
La principal fotografia es va fer als voltants de Los Angeles, Califòrnia. El rodatge va començar el 16 d'abril de 2010 i va durar 53 dies. Les seves localitzacions inclouen el centre Westfield Century City, Ventura Boulevard, Hollywood Hills on se situa la casa de Jacob, l'escola Taft High School a Woodland Hills, l'escola Portola Middle School a Tarzana i Grant High School a Van Nuys, que se suposa que són els campus d'en Robbie i la Jessica, El Torito Grill a la Sherman Oaks Galleria i Equinox Fitness a Woodland Hills, que és el centre esportiu que surt a la pel·lícula.:10, 11
Abans d'editar-se, la pel·lícula tenia tres hores de durada.

## Premis[calcitació]
| Any  | Premi                                     | Categoria                        | Receptor(s)  | Resultat |
| ---- | ----------------------------------------- | -------------------------------- | ------------ | -------- |
| 2012 | Premi Globus d'Or                         | Millor actor - Comèdia o musical | Ryan Gosling | Nominat  |
| 2012 | Premis People's Choice                    | Pel·lícula còmica favorita       |              | Nominada |
| 2012 | Broadcast Film Critics Association Awards | Millor pel·lícula de comèdia     |              | Nominada |